# Armand James Quick
Armand James Quick (* 18. Juli 1894 in Theresa, Wisconsin; † 26. Januar 1978) war ein US-amerikanischer Arzt und Chemiker.
Quick studierte Chemie an den Universitäten von Wisconsin und Illinois, wo er 1920 promoviert wurde. Anschließend wechselte er an ein Krankenhaus in Philadelphia und nahm an der dortigen Universität ein Medizinstudium auf, das er 1928 an der Cornell University abschloss. Nach verschiedenen Zwischenschritten übernahm er 1935 eine Assistenzprofessur an der Marquette Medical School (heute Medical College of Wisconsin), die er bis zu seiner Pensionierung innehatte.
Quick beschäftigte sich mit der Physiologie der Blutgerinnung und entwickelte dabei u. a. den nach ihm benannten Quick-Wert, den er unter dem Namen Prothrombinzeit (engl.: prothrombin time) einführte; synonym wird auch die Bezeichnung Thromboplastinzeit (TPZ) gebraucht. Er beschrieb ebenfalls die gerinnungshemmende Wirkung der Acetylsalicylsäure.